# Joaquim Inácio de Lima
Joaquim Inácio de Lima foi um administrador colonial português que exerceu o cargo de Governador e de Capitão-General na Capitania-Geral do Reino de Angola entre 1821 e 1822, tendo sido antecedido por Manuel Vieira de Albuquerque Touvar e sucedido por um período de governo exercido por uma Junta Governativa entre 1822 e 1823.